# 地下城主
地下城主（英語：Dungeon Master，簡稱“DM”）是《龙与地下城》（简称D&D）系列桌上角色扮演遊戲（TRPG）中的主持人角色，负责设计剧情、裁决规则并引导其他玩家进行游戏。地下城主是每一场游戏的关键角色，通常由精通规则、富有经验和想象力的玩家担任。

## 职责
地下城主在游戏中主要承担以下职责：
- 设计世界与剧情：构建背景设定、任务情节与非玩家角色（NPC）。
- 裁决规则：根据核心规则和具体情况灵活裁定游戏进程。
- 扮演角色：模拟所有除玩家以外的角色，包括盟友、敌人和怪物。
- 引导节奏：控制故事节奏和冒险挑战的强度，提升游戏体验。

在一次完整的《龙与地下城》游戏过程中（俗称“跑团”），地下城主不仅是叙事者，也是一位系统运行者。

## 核心规则书
要扮演一名合格的地下城主，通常需要掌握三本官方核心规则书（俗称“三宝书”）：
- 《玩家手册（英语：Player's Handbook）》（簡稱PHB）——包含角色创建、技能、魔法和战斗等基本机制。
- 《地下城主指南（英语：Dungeon Master's Guide）》（簡稱DMG）——提供构建冒险、世界观与高级游戏内容的规则与建议。
- 《怪物图鉴（英语：Monster Manual）》（簡稱MM）——收录大量怪物资料，供地下城主在冒险中设定挑战。

## 文化影响
自1974年首个版本发布以来，地下城主的角色已成为桌上角色扮演游戏文化中的标志象征。在现代流媒体节目、播客和动画中（如《Critical Role》、《怪奇物語》），地下城主角色被广泛呈现并推动了TRPG的流行。